# ツール・ド・フランス1954
ツール・ド・フランス1954は、ツール・ド・フランスとしては41回目の大会。1954年7月8日から8月1日まで、全23ステージで行われた。

## 総合成績
| 順位 | 選手名                       | 国籍     | 時間            |
| ---- | ---------------------------- | -------- | --------------- |
| 1    | ルイゾン・ボベ               | フランス | 140時間06分05秒 |
| 2    | フェルディナント・キュプラー | スイス   | +15分49秒       |
| 3    | フリッツ・シェーア           | スイス   | +21分46秒       |
| 4    | ジャン・ドット               | フランス | +28分21秒       |
| 5    | ジャン・マレジャック         | フランス | +31分38秒       |
| 6    | スタン・オッカー             | ベルギー | +36分02秒       |
| 7    | ルイ・ベルゴ                 | フランス | +37分55秒       |
| 8    | ヴィンセン・ヴィトゥッタ     | フランス | +41分14秒       |
| 9    | ジャン・ブランカールト       | ベルギー | +42分08秒       |
| 10   | ジルベール・ボヴァン         | フランス | +42分21秒       |

### マイヨ・ジョーヌ保持者
| 選手名                 | 国籍     | 首位区間           |
| ---------------------- | -------- | ------------------ |
| ヴート・ヴァクトマンス | オランダ | 第1-第3、第8-第11  |
| ジルベール・ボヴァン   | フランス | 第12-第13          |
| ルイゾン・ボベ         | フランス | 第4-第7、第14-最終 |

### 各部門賞結果
| 第41回 ツール・ド・フランス 1954 |                                            |
| 全行程                           | 23区間、4656km                             |
| 総合優勝                         | ルイゾン・ボベ 140時間06分05秒             |
| 2位                              | フェルディナント・キュプラー +15分49秒     |
| 3位                              | フリッツ・シャール +21分46秒               |
| 4位                              | ジャン・ドット +28分21秒                   |
| 5位                              | ジャン・マレジャック +31分38秒             |
| ポイント賞                       | フェルディナント・キュプラー 215.5ポイント |
| 2位                              | スタン・オッカー 284.5ポイント             |
| 3位                              | フリッツ・シャール 286.5ポイント           |
| 山岳賞                           | フェデリコ・バーモンテス 95ポイント        |
| 2位                              | ルイゾン・ボベ 53ポイント                  |
| 3位                              | リシャール・ファンヘネヒテン 46ポイント    |